# Хорајзон Вест (Флорида)
Хорајзон Вест (енгл. Horizon West) насељено је место без административног статуса у америчкој савезној држави Флорида.

## Демографија
По попису из 2010. године број становника је 14.000.
| Група             | 2000.    | 2010.         |
| Белци             | 0 (0,0%) | 8.856 (63,3%) |
| Афроамериканци    | 0 (0,0%) | 893 (6,4%)    |
| Азијати           | 0 (0,0%) | 1.146 (8,2%)  |
| Хиспаноамериканци | 0 (0,0%) | 2.766 (19,8%) |
| Укупно            | 0        | 14.000        |